# Hyphoderma medioburiense
Hyphoderma medioburiense ist eine Ständerpilzart aus der Familie der Fältlingsverwandten (Meruliaceae). Sie besitzt teppichartige, membranöse Fruchtkörper von gelblich-weißer Farbe aus und wächst auf Totholz von Laubbäumen. Die Art ist in der gemäßigten und borealen Holarktis beheimatet.

## Merkmale

### Makroskopische Merkmale
Hyphoderma medioburiense besitzt für die Gattung Hyphoderma typische, resupinate, membranös-wachsartige Fruchtkörper. Sie sind frisch weiß-gelblich bis ockerfarben, im frischen Zustand oft mit einer rosafarbenen Tönung. Ihr Hymenium ist unter dem bloßen Auge glatt, lässt unter der Lupe aber Poren erkennen.

### Mikroskopische Merkmale
Wie bei allen Hyphoderma-Arten ist die Hyphenstruktur von Hyphoderma medioburiense monomitisch, weist also nur generative Hyphen auf. Die 3–4 µm breiten Hyphen sind hyalin, dick- oder dünnwandig und stark verzweigt, die Septen weisen stets Schnallen auf. Die Zystiden sind lang und zylindrisch. Sie sind nicht inkrustiert (jedoch auf der Spitze mit Tröpfchen besetzt) und stoßen mit rund 60–100 × 7–10 µm deutlich über die Basidien hervor. Die Basidien der Art sind keulen- bis annähernd urnenförmig, besitzen vier Sterigmata und messen 30–40 × 7–8 µm. An der Basis besitzen sie eine Schnalle. Ihre Sporen sind zylindrisch bis annähernd wurstförmig, hyalin und dünnwandig. Sie messen 11–15 × 4–5 µm, sind inamyloid und besitzen stets einen Fortsatz (Apiculus).

## Verbreitung
Die bekannte Verbreitung der Art umfasst die gemäßigten und borealen Zonen der Holarktis.

## Ökologie
Hyphoderma medioburiense wächst auf morschem Totholz von Laubbäumen in der Optimal- und frühen Finalphase. Typische Habitate sind mesophile, sommerwarme Laubwälder und Waldränder. Befallen werden Arten wie Zitter-Pappel (Populus tremula) oder Gemeine Esche (Fraxinus excelsior).